# Àrea (Mossos d'Esquadra)

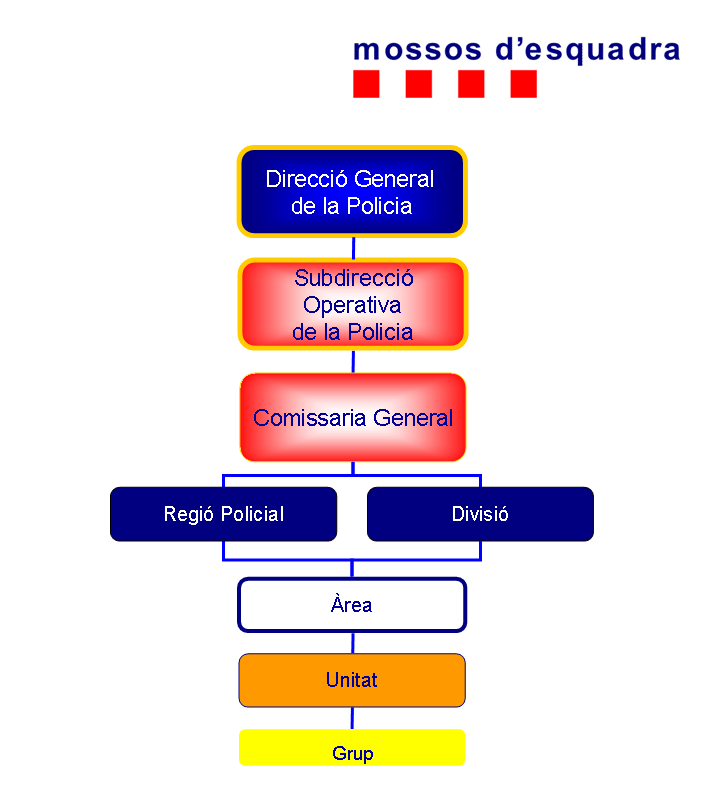
Rangs dels organismes de la policia catalana

Àrea és el terme amb què es coneixen 127 organismes dels Mossos d'Esquadra que són el primer rang d'alt comandament del cos policial. L'àrea gestiona una estructura concreta que desenvolupa cada un dels objectius específics de la policia catalana. Les àrees acostumen a tenir bastantes desenes de persones, o centenars, i estan compostes de les unitats operatives que necessitin.
Les àrees estan un rang per sota de les regions policials i les divisions; i un rang per sobre de les unitats policials que són els organismes plenament operatius, segons la jerarquia dels organismes policials dels Mossos d'Esquadra.
El comandament d'una àrea està en mans de dues persones: En primer lloc la persona cap, que acostuma a ser un inspector o un intendent de la policia catalana (tot i que a vegades també pot ser un sotsinspector), i en segon lloc la persona sotscap, que normalment és d'un rang inferior.

## Tipus d'àrees
De les 127 àrees que hi ha als Mossos d'Esquadra cal tenir en compte que la immensa majoria són les que es distribueixen per les diverses regions policials catalanes: 59 són les ABP, les quals constitueixen la implantació regional de la policia catalana en les comissaries responsables de la seguretat ciutadana a les diverses poblacions i comarques. A aquest grup s'hi afegeixen una vintena més entre les ARRO, les ART i altres àrees que també poden dependre d'una Regió policial.
Cal no confondre el grup anterior amb aquell tipus d'àrees que es qualifiquen de territorials perquè es distribueixen també pel país però que en realitat tenen la missió de descentralitzar alguna Divisió central, amb funcions que no són de seguretat ciutadana. És el cas de la Divisió d'Investigació Criminal, que compta amb nou ATI, les àrees que s'ocupen d'investigar la criminalitat que actua en més d'una comarca.
La resta d'àrees són les centrals, ubicades majoritàriament al Complex Central Egara o a Barcelona. La majoria depenen d'alguna de les Divisions centrals del cos.